# Sa Jae-hyouk
Dans ce nom, le nom de famille, Sa, précède le nom personnel.
Sa Jae-hyouk (né le 29 janvier, 1985) est un haltérophile sud-coréen.
Il a obtenu la médaille d'or lors des Jeux olympiques 2008 à Pékin. 
Pour les Jeux olympiques de Londres en 2012, il participa aux moins de 77 Kg mais à la seconde tentative de l'arraché, il se retourna violemment le coude et abandonna.
En 2016, en lice pour les Jeux olympiques de Rio, il est condamné à une suspension de dix ans pour avoir frappé un autre haltérophile, Hwang Woo-man, médaille d'argent aux championnats du monde juniors en 2014. 

## Palmarès

### Jeux olympiques
- Jeux olympiques d'été 2008 à Pékin
  -  Médaille d'or en moins de 77 kg.

### Championnats du monde
- Championnats du monde d'haltérophilie 2011 à Paris
  -  Médaille de bronze en moins de 77 kg.